# Plectranthias bilaticlavia
Plectranthias bilaticlavia là một loài cá biển thuộc chi Plectranthias trong họ Cá mú. Loài này được mô tả lần đầu tiên vào năm 1987.

## Phân bố và môi trường sống
P. bilaticlavia có phạm vi phân bố nhỏ hẹp ở vùng biển Tây Nam Thái Bình Dương. Loài cá này đã được tìm thấy ở ngoài khơi New Zealand, tại quần đảo Kermadec. P. bilaticlavia sống trên các thềm lục địa ở độ sâu từ 164 đến 270 m.